# Inga andersonii
Inga andersonii är en ärtväxtart som beskrevs av Mcvaugh. Inga andersonii ingår i släktet Inga och familjen ärtväxter. IUCN kategoriserar arten globalt som sårbar. Inga underarter finns listade i Catalogue of Life.